# Eleccions al Dáil Éireann de 1987

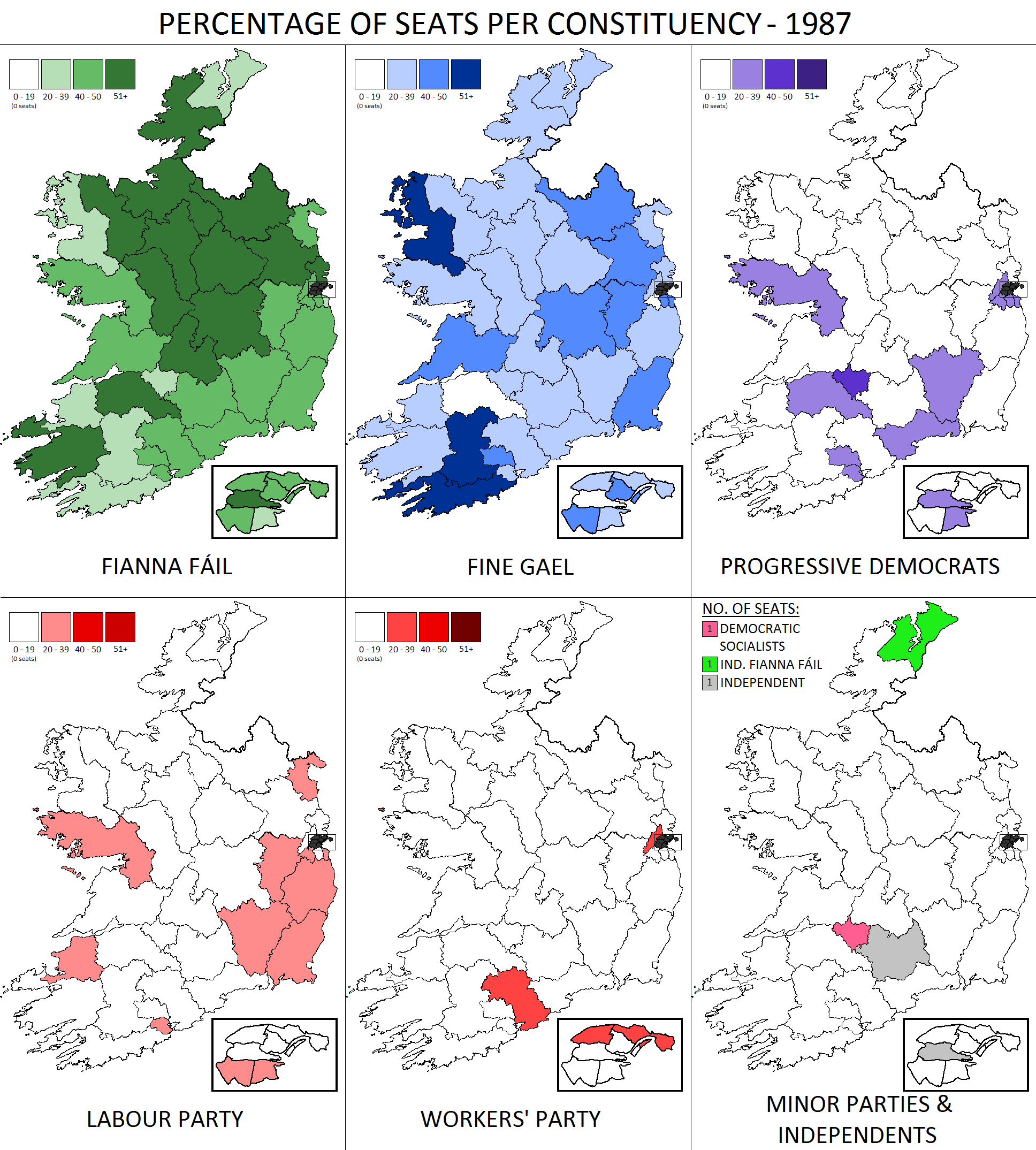
Resultats per circumscripcions i partits

Les eleccions al Dáil Éireann de 1987 es van celebrar el 17 de febrer de 1987 per a renovar els 166 diputats del Dáil Éireann. Va guanyar el Fianna Fáil i Charles Haughey va formar un govern de minoria.

## Resultats
| Partit                             | Líder             | Vot popular | %     | Escons |
| Fianna Fáil                        | Charles Haughey   |             | 44,1% | 81     |
| Fine Gael                          | Garret FitzGerald |             | 27,1% | 50     |
| Progressive Democrats              | Desmond O'Malley  |             | 11,8% | 14     |
| Laborista                          | Dick Spring       |             | 6,4%  | 12     |
| Partit dels Treballadors d'Irlanda | Tomás Mac Giolla  |             | 3,8%  | 4      |
| Partit Socialista Democràtic       | Jim Kemmy         |             | 0,4%  | 1      |
| Sinn Féin                          | Gerry Adams       |             | 0,4%  |        |
| Independents                       |                   |             | 4,0%  | 3      |